# Містер Мік — мушкетер
«Містер Мік — мушкетер» (англ. Mr. Meek - Musketeer) — коротка науково-фантастична повість Кліффорда Сімака, вперше опублікована  журналом «Planet Stories» літом 1944 року.

## Сюжет
Олівер Мік — бухгалтер «Місячної експортної компанії»  за 30 років роботи заощадив гроші на свою мрію: купити космічний корабель і здійснити подорож по Сонячній системі.
В барі «Срібний місяць» в Астероїд-Сіті на Юноні місцевий старатель Стіфі Грант розповів йому легенду про Астероїдного Мародера який охороняє Загублену шахту.
Спостерігаючи за грою в карти, містер Мік завадив шулерові Люку і той викликав його на поєдинок.
Після того як містер Мік несподівано переміг Люка, місцеві жителі запропонували йому посаду шерифа.
Блекі Хофман — вожак банди, що тероризувала місто, вивіз містера Міка в пустелю і залишив помирати, але Стіфі прослідував за ними і мав намір врятувати, коли на них напав Астероїдний Мародер — страшна тварюка, що шматувала метал і не боялась бластерів.
Містер Мік здогадався, що Мародер живиться енергією і зміг приручити його настільки, що той відвіз Міка та Стіфі до міста верхи на собі.
В Астероїд-Сіті їх чекала банда Хофмана, але з Мародером, який міг всмоктувати в себе промені лазера, містер Мік обезброїв їх і запроторив до в'язниці.
Під час святкування перемоги, Мародер втік ласувати місцевою електростанцією. Коли жителі це виявили, то хотіли лінчувати містера Міка і Мародера.
В цей час Юнону струснув метеорит і Мародер поніс містера Міка та Стіфі до його місця падіння. Метеорит дуже сподобався Мародеру, оскільки містив чимало радію. Стіфі запропонував розділити здобич на двох, але містер Мік відмовився від своєї долі, оскільки його ціллю були космічні подорожі.